# Steffen De Schuyteneer
Steffen De Schuyteneer, né le 24 février 2005 à Grammont, est un coureur cycliste belge.

## Biographie
Chez les juniors (17/18 ans), Steffen De Schuyteneer remporte de nombreux succès, remportant à la fois des sprints et des contre-la-montre. Son succès le plus important est de remporter en 2023 le Grand Prix André Noyelle, la course junior de Gand-Wevelgem. Il remporte également le Sint-Martinusprijs Kontich.
Lorsqu'il rejoint la catégorie des espoirs (moins de 23 ans) en 2024, il devient membre de Lotto Dstny Development. Il monte sur le podium à plusieurs reprises en première partie de saison, terminant deuxième du Tour des 100 Communes, Grand Prix de Lillers et du Tour du Loir-et-Cher. En juin, il remporte sa première victoire en remportant la cinquième étape du Tour d'Italie espoirs, à l'issue d'un sprint massif,.
Pour la saison 2025, il obtient un contrat professionnel avec l'UCI ProTeam Lotto Dstny.

## Palmarès et résultats

### Par années
- 2022
  - 1re étape du Sint-Martinusprijs Kontich (contre-la-montre par équipes)
  - 2e étape secteur A du Keizer der Juniores (contre-la-montre)
  - 2e du Keizer der Juniores
- 2023
  - Gand-Wevelgem juniors
  - Sint-Martinusprijs Kontich :
    - Classement général
    - 1re (contre-la-montre par équipes) et 3e étapes (contre-la-montre) du Sint-Martinusprijs Kontich

  - 3e du championnat de Belgique du contre-la-montre juniors
  - 2e étape secteur A (contre-la-montre) et secteur B du Keizer der Juniores
  - 7e du championnat du monde sur route juniors
- 2024
  - H4A Beloften Weekend :
    - Classement général
    - 1re et 3e étapes

  - 5e étape du Tour d'Italie espoirs
  - 2e étape du Tour du lac Taihu
  - 2e du Tour des 100 Communes
  - 2e du Grand Prix de Lillers
  - 2e du Tour du Loir-et-Cher
  - 2e du Grand Prix de la ville de Pérenchies
  - 3e du championnat de Belgique du contre-la-montre espoirs
  - 9e du championnat d'Europe sur route espoirs

### Classements mondiaux
| Année                                 | 2024 |
| ------------------------------------- | ---- |
| Classement mondial                    | 364e |
|                                       |      |
| Légende : nc = non classéSource : UCI |      |